# Frank J. Dixon
Frank James Dixon (9 mars 1920-8 février 2008) est un chercheur biomédical, surtout connu pour ses recherches sur les maladies du système immunitaire qui peuvent endommager d'autres organes du corps . Dixon est également connu pour avoir développé des techniques impliquant des traces d'iode pour étudier les protéines .

## Biographie
Né à Saint Paul, Dixon obtient son baccalauréat et son doctorat en médecine de l'Université du Minnesota . Il rejoint la marine américaine en 1943, après avoir terminé son MD. Il est cofondateur et directeur du Scripps Research Institute à San Diego .
En 1981, Dixon est membre fondateur du Conseil culturel mondial  et membre de l'Académie nationale des sciences des États-Unis.
Il obtient le Prix international de la Fondation Gairdner en 1969, le Prix Lasker en 1975, le Prix Dickson de médecine en 1976 et le Prix Rous-Whipple en 1979 .